# Henri Chapron

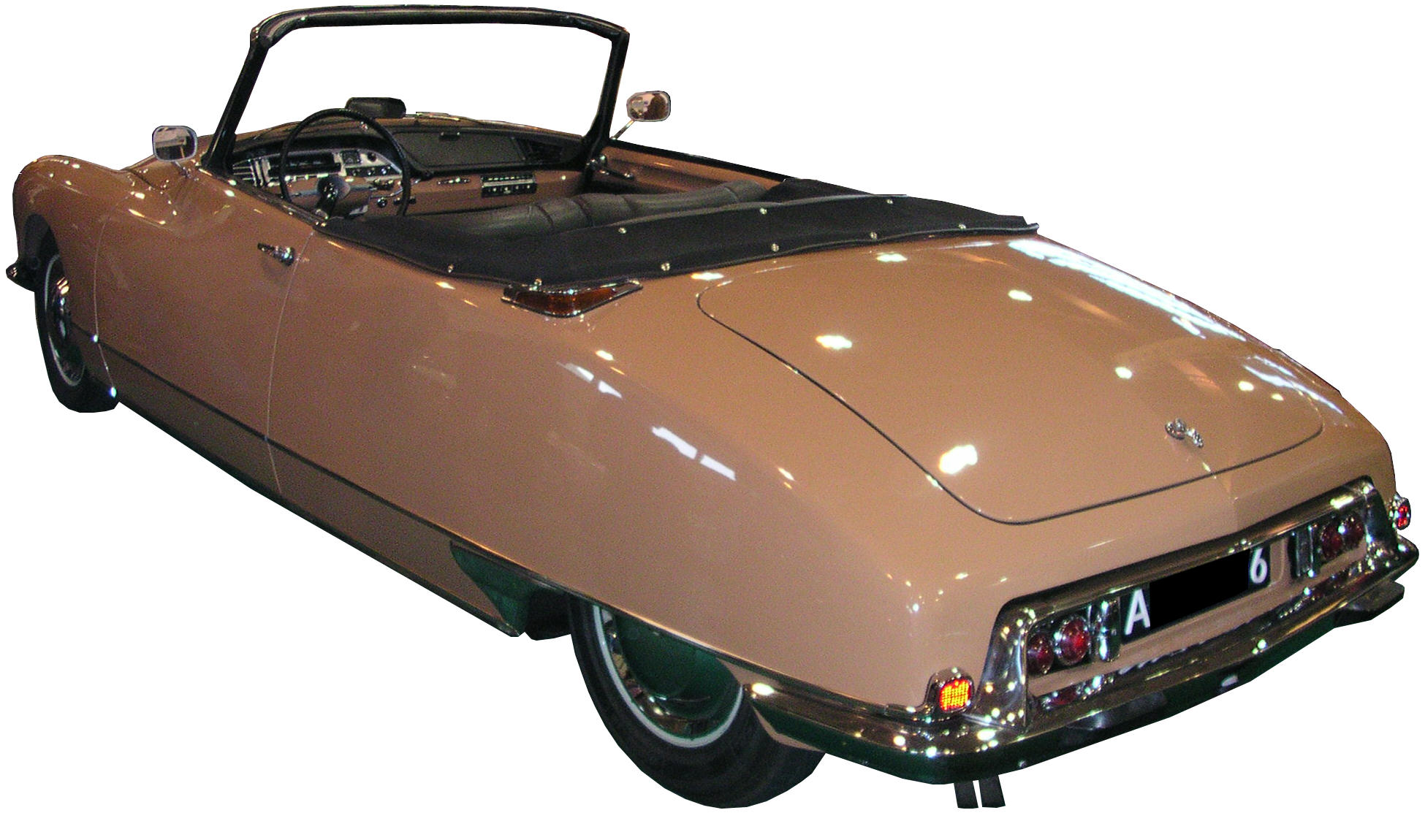
Citroën DS med Chapron-kaross.

Henri Chapron, född 1886 i Nouan-le-Fuzelier, död 1978 i Paris, var en fransk formgivare och karossmakare.
Chapron startade sin verksamhet 1919 i Levallois-Perret. Under fyrtiotalet började han bygga specialkarosser till franska lyxbilar som Delage, Delahaye och Talbot-Lago. När de fina franska märkena försvann under femtiotalet började han modifiera den då nya Citroën DS istället. Chapron byggde 389 öppna DS-cabrioleter under slutet av femtiotalet. Mellan 1961 och 1971 såldes ytterligare 1 365 öppna bilar via Citroëns återförsäljare. När Citroën SM introducerades 1970 byggde Chapron specialkarosser även på den: cabrioleten Mylord och sedanen Opera.
År 1968 byggde Chapron en stats-limousine på DS-bas till president de Gaulle. År 1972 byggde man två fyrdörrars cabrioleter på SM-bas till president Pompidou.
Henri Chapron avled 1978, men hans änka drev företaget vidare genom att bygga lyxiga varianter på Citroën CX och Peugeot 604. Verksamheten upphörde slutligen 1985.